# Platja de Ciutat Jardí
La platja de Ciutat Jardí és una platja de la Badia de Palma situada dins el terme de Palma. Està situada a 5 quilòmetres del nucli urbà de la ciutat, al litoral de la urbanització que duu el seu nom, al barri del Coll d'en Rabassa, entre la desembocadura del Torrent Gros i la platja del Penyó. Fa 490 metres de longitud per 35 d'ample i és d'arena blanca i fina. Durant els mesos de juliol i agost presenta un nivell d'ocupació elevat, sobretot de gent local. La nit de Sant Joan és quan es registra el màxim nombre de visitants. Les arenes són blanques, les aigües poc profundes i l'onatge és moderat, perquè està delimitat per esculleres a banda i banda de la platja i també està protegida per esculls situats a 100 metres a l'interior de la mar. A la platja s'hi accedeix per un passeig marítim que compta amb carril bici. Presenta múltiples serveis com dutxes, telèfons públics, aparcament urbà, lloguer d'hamaques i papereres, però no disposa de banys ni zones de busseig. La platja va ser guardonada amb la bandera blava per la seva neteja i per la seva accessibilitat l'any 2015.

## Accessos
Els autobusos que connecten fins a la platja són els nombres 18, 28 i 35. El passeig marítim que voreja la platja està habilitat pel trànsit de bicicletes, patins com per vianants i enllaça el port de Palma amb l'Arenal.

## La urbanització de Ciutat Jardí
La zona fou urbanitzada a principis dels anys vint, amb la idea de construir una barri d'estiu de luxe a prop de Palma. L'any 1922 s'inaugurà l'Hotel Ciudad Jardín, d'estil modernista i neomudèjar, que avui encara continua obert i està protegit pel seu interès arquitectònic i pel fet ser l'hotel més antic de Palma i el segon de tota l'illa. Actualment el barri ha perdut el caire luxós, i hi passen l'estiu tant turistes com veïns de la ciutat. Els dos hotels de la urbanització són petits, puix que poden allotjar entorn d'unes trenta persones, i compten sols amb dues o tres altures, fet que fa que la major part d'usuaris de la platja i de la urbanització siguin locals. A l'extrem oriental de la platja hi ha la Torre d'en Pau, un complex defensiu construït durant la guerra de Cuba, l'any 1898, per tal de defensar la badia de Palma en un eventual atac dels Estats Units d'Amèrica.